# Dornstadt
Dornstadt település Németországban, azon belül Baden-Württembergben. Lakosainak száma 9376 fő (2023. december 31.). Dornstadt Beimerstetten, Lonsee, Merklingen, Westerstetten, Ulm, Blaustein, Laichingen és Nellingen községekkel határos.

## Népesség
A település népessége az elmúlt években az alábbi módon változott:
| Lakosok száma | 4665 | 6336 | 7788 | 8680 | 8358 | 8699 | 8523 | 8527 | 8467 | 9376 |
|               | 1961 | 1967 | 1974 | 1980 | 1987 | 1993 | 2000 | 2006 | 2013 | 2023 |